# كافور (حاملة طائرات)

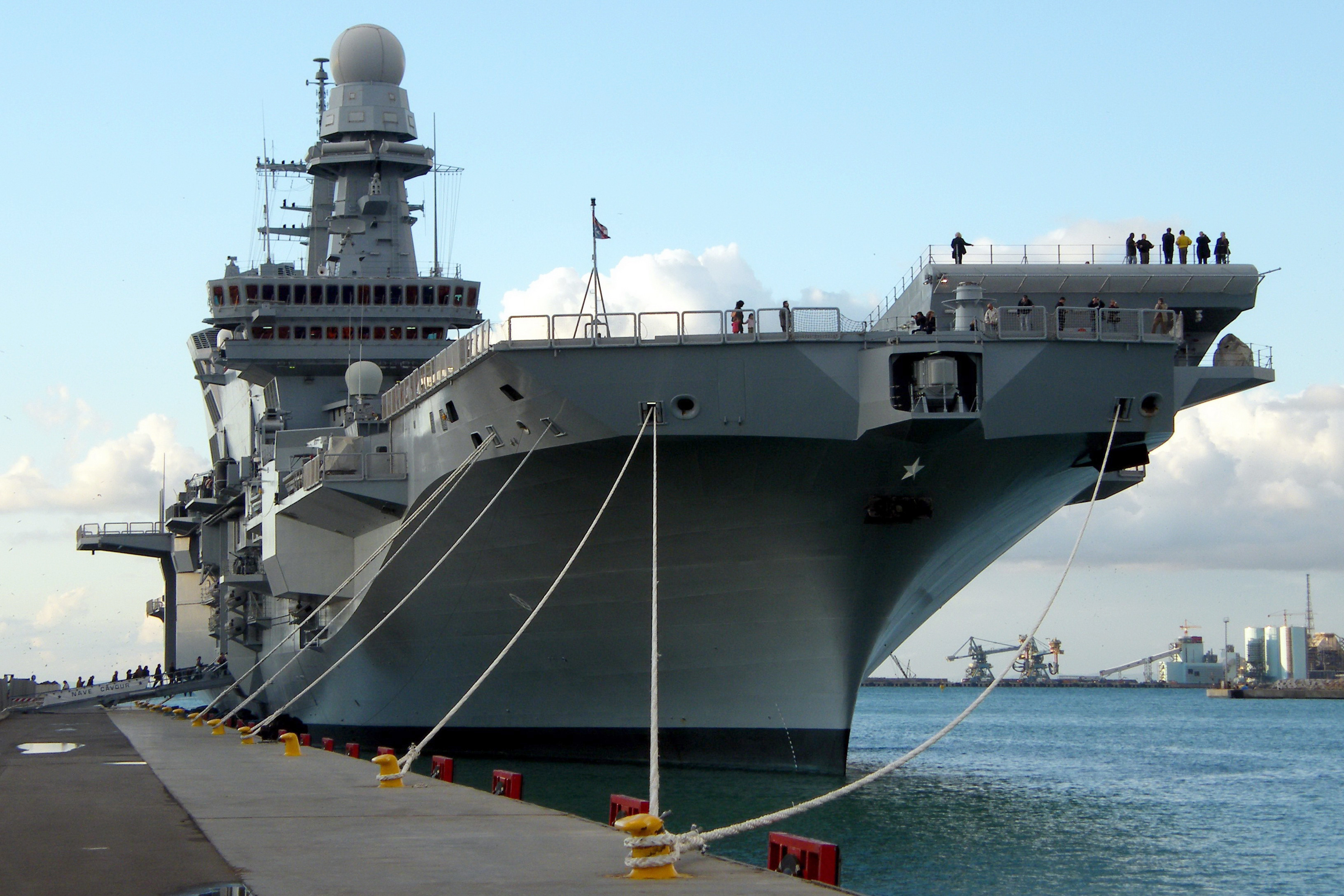
كافور

كافور (550) (بالإيطالية: Portaerei Cavour)‏ هي حاملة طائرات إيطالية من مارينا ميليتاري (البحرية الإيطالية). سميت تيمناً بالسياسي ورجل الدولة الإيطالي كاميلو بينزو، كونت كافور.